# おおぞら (小惑星)
おおぞら (5214 Oozora) は小惑星帯の小惑星である。1990年11月13日、北海道の北見観測所で高橋篤志と渡辺和郎が発見した。
北海道を走る特別急行列車の名称としては最も歴史が古い（初登場時と1990 VN3発見時とは運行区間が異なる）「おおぞら」に因んで命名された。